# Cidade de Belize
A Cidade de Belize é a capital do distrito de Belize e maior cidade do país. No censo realizado em 2000, sua população era de 49.456 habitantes. Na pesquisa demográfica realizada em 2010, o número saltou para 57.169 pessoas vivendo na cidade, cuja estimativa para 2017 chegava aos 62.582 habitantes.
Esta cidade foi parcialmente destruída em 31 de outubro de 1961, quando o furacão Hattie chegou a sua costa. Foi a capital das Honduras Britânicas (nome anterior de Belize), até o governo do país ter sido transferido para Belmopan em 1970.

## História
A Cidade de Belize foi fundada em meados do século XVII, por colheitadeiras de madeira britânica. Já havia sido uma pequena cidade maia chamada Holzuz. A área era um posto central ideal para os britânicos, dada a sua localização litorânea com saídas para os rios e riachos.
Também se tornou o lar de milhares de escravos africanos, trazidos pelos britânicos para ajudar na indústria florestal. Era o local de coordenação para a Batalha de Saint George's Caye (em 1798), contra possíveis invasores, e era a casa dos tribunais locais e funcionários do governo até 1970. Por este motivo, os historiadores costumam dizer que "a capital era a colônia" (o centro de controle britânico na colônia ficava nesta cidade).
A cidade lentamente melhorou a sua infra-estrutura e tem sido objeto de inúmeros projetos. No entanto, muitas das ruas construídas ainda são pequenas e congestionadas. A maioria de suas construções residenciais ainda estão suscetíveis ao fogo e danos causados por furacões.

## Cidades irmãs
A Cidade de Belize possui as seguintes cidades irmãs:
- Ann Arbor
- Chetumal
- Evanston[8]
- Havana
- Kaohsiung
- McAllen
- Moose Jaw
- Nova Orleans (relações comerciais)
- Prairie View
- Rivera Beach
- Yeosu